# Акланськ
Акланськ (рос. Акланск) — зникле місто в Росії. Розташовувалося на річці Оклан, правій притоці річки Пенжини, що впадає в Пенжинську губу Охотського моря; нині материкова частина Пенжинського району Камчатського краю.
Засноване 1786 року на річці Оклан (раніше — Аклан, звідси назва міста) як місто Акланськ, з того самого року — адміністративний центр Акланського повіту. У 1804 році скасоване і перетворене в сільське поселення, згодом припинло існування. Перехрестя водних і сухопутних шляхів (з Камчатки на Гіжигінськ і Чукотку).
Акланську передували поселення в басейні річок Пенжини і Оклана, які фігурували в історичній літературі під загальною назвою «Акланський острог»: корякське поселення Акланський острожок і російські остроги Пенжинський і Акланський, що існували в різний час і в різному місці. Від 1953 року на річці Оклані існує евенсько-коряцьке село Оклан.

## Історія

### Акланський острожок
На кресленнях Семена Ремезова на межі XVII—XVIII століть позначені руські або коряцькі зимовища та остроги на річці Пенжині. Про існування Акланського острога повідомляють низка істориків, при цьому одні автори відносили його появу до 1679 року, інші — до 1690 року, розміщуючи його на річці Оклан або на річці Пенжині. Дослідник Сибіру і Камчатки Степан Крашенінніков в «Описі землі Камчатки» (1756), назвав дату — 1787 рік (можливо, помилка). Проте жоден з авторів у своїх твердженнях не спирався на джерела. Архівні документи з наукової історіографії не знають руського острога в районі річки Оклан. Найімовірніше, дослідники сприймали відомий на межі XVII—XVIII століть коряцький Акланський острожок (розташовувався між гирлами річок Оклана і Пенжини, платив ясак Анадирському острогу) як руський острог. Крім цього, плутанини додавав якийсь інший острог в районі Пенжини, включаючи Чендонське зимовище, що виникло в 1670-тих роках.
В 1696—1697 роках у похід на коряків ходив анадирський прикажчик Володимир Атласов. У його загоні було 60 росіян і 60 юкагирів. На Пенжині Атласов зібрав ясак з Акланського і двох інших острожків, відправивши його до Якутська.

### Пенжинський острог
Пенжинський острог став першим російським острогом, заснованим на річці Пенжині восени 1709 року. Цьому передував похід на пенжинських коряків 1708 року, керував яким Юхим Петров. В указі Якутської наказової хати від 12 березня 1708 року анадирському прикажчику Юхимові Петрову наказувалося:
|  | Для зручного шляху від Анадирського острогу до камчадальських острогів... біля Акланського острожка мирних коряків, знайшовши зручне місце для швартування суден водяного шляху на Пенжинське море, і до рибних промислів для харчування... [побудувати] острог зі всілякими укріпленнями, а в цьому острозі побудувати ясачну і яманацьку і служивим людям хату, і казенну комору для покладення зібраної великого государя ясачної скарбниці. Оригінальний текст (рос.) Для удобного из [Анадырского острогу к камчадальским острогам пути... подле Акланского острожку мирных коряк, высмотря удобного места к пристанищу судами водяного пути на Пенжинское море, и к рыбным промыслам для питания... [построить] острог со всякою крепостию, а в том остроге построить ясачную и аманацкую и служилым людем избу, и казенной анбар для поклажи сборной великого государя ясачной казны. |

Пенжинський острог заклали надіслані з Петровим з Анадирська козаки у складі 40 осіб під керівництвом Василя Атаманова. Стіна острога складалася з колод, складених у лапу. В острозі була ясашна хата, хата для проживання прикажчика і служивих людей, комора для зберігання ясашної скарбниці, приміщення для аманатів.
Низка істориків, вслід за текстом якутського указу, помилково віднесли дату заснування острога до 1708 року, помістивши його біля коряцького Акланського острожка «на острові між річкою Пензинською і Акланською в самій стрілці», і назвавши його «Акланський острог». Фактично ж острог був закладений роком пізніше і розташовувався на 100 верст вище за річку Пенжину: так, згідно зі спогадами одного з козаків В. Атаманова, записаними істориком Герардом Міллером — керівником Другої Камчатської експедиції в 1737 році, «Острог побудовано восени 1709 року приблизно на 10 верст нижче від гирла річки Чорної на острові. За 20 верст звідси вниз за течією з цієї східної сторони в Пенжину впадає річка Слаутна». Вибір настільки віддаленого від Оклана і гирла Пенжини місця Атаманов пояснював відсутністю будівельного лісу в нижній течії цих річок.
Таким чином, Пенжинський острог розташовувався приблизно на 100 км вище гирла річки Оклан, приблизно за 160 км від коряцького Акланського острожка. Невідомо, чи існував Пенжинський острог до 1715 року.

### Акланський острог (в гирлі Оклана)
У 1742—1743 роках загін козаків під проводом Івана Єнісейського в гирлі Оклана заснував новий острог під старою назвою — Акланський острог. Острог мав розміри 32,4 метра завдовжки і стільки ж завширшки. В острозі розміщувалася казарма, будинок командира, каплиця, дві комори, хати для зберігання ясака й ув'язнення аманатів. 1746 року гарнізон у складі семи козаків виїхав, острог був знищений коряками.

### Акланськ

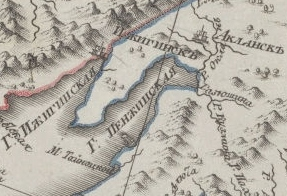
Акланськ на мапі (близько 1802 року)

Як писав декабрист Штейнгейль, під час проведення губернської реформи 1775—1785 років:
|  | Катерина II… звеліла заснувати місто Акланськ на місті вказаного, за давніми відомостями, острога, власне для управління коряками. Оригінальний текст (рос.) Екатерина II… повелела основать город Акланск на месте значившегося, по древним сведениям, острога, собственно для управления коряками. |

Коли 1784 року чиновники ще не утвореного Акланська приїхали на місце, то вони побачили безлісну тундру Парапольського долу з бідною рослинністю, яка була непридатною для спорудження міста. Після чого відбули на Камчатку в Тигільську фортецю (віддалена від запланованого Акланська на відстань близько 700 км по прямій), де розмістили управління заснованого в 1783 році Акланського повіту Охотської області.
Вибір місця для будівництва нового міста іркутське намісницьке правління доручило командиру Камчатки Францу Рейнеке. Побоюючись вторгнення з боку коряків, які кочували на Оклані й виступали проти будівництва на їхній землі руського поселення, Рейнеке відправив команду для будівництва міста на камчатській річці Палані. Однак, на обраній місцевості не вистачало лісу, розпочаті будівлі були спалені коряками. Повітове управління тимчасово розміщувалося в Тигілі. У 1785 році Рейнеке направив групу козаків на пошуки місця для міста Акланська. На річці Пенжині їм завадили коряки, які напали на козаків і п'ятьох з них убили. Після цього коряки перекочували на Камчатку до річок Олюторе і Тигілю. Обійшовши в пошуках зручного місця для Акланська річку Пенжину, і, побоюючись повстання коряк, 1786 року Рейнеке заклав нове місто вище гирла Оклана.
Найближчим містом був Гіжигінськ. Через Акланськ (і Тигіль) по березі моря проходила дорога на Чукотку. 26 жовтня 1790 року разом з іншими гербами Іркутського намісництва був на найвищому рівні затверджений герб Акланська з описом: «У верхній частині щита герб іркутський. У нижній частині, у золотому полі, стоїть ведмідь, на знак того, що в околиці цього міста багато їх водиться».
1804 року Акланськ, разом з багатьма іншими містами Іркутської губернії (Гіжигінськ, Зашиверськ…), скасовано, знято з облікових даних, і перетворено у сільське поселення. Тоді ж адміністративний центр перенесено до Нижньокамчатська.